# Lynn Meskell
Lynn Meskell (* 1967 in Lismore, Australien) ist eine australische Archäologin und Anthropologin. Sie ist momentan Professorin für Anthropologie an der School of Arts and Sciences und für Denkmalschutz an der Weitzmann School of Design der University of Pennsylvania.

## Werdegang
Nach ihrem Bachelorabschluss mit Auszeichnung an der University of Sydney erhielt Meskell die Möglichkeit, von 1994 bis 1997 an mit einem Stipendium an der University of Cambridge in Archäologie zu promovieren. In ihrer Dissertation befasste sie sich mit Deir el-Medina, den Ruinen einer ehemaligen Arbeitersiedlung zu Zeiten des Neuen Reiches in der Nähe von Luxor. Nach einer zweijährigen Anstellung an der University of Oxford wechselte Meskell zur Columbia University in New York, arbeitete dort am Lehrstuhl für Anthropologie und nahm 2005 eine Professur für Anthropologie an der Stanford University an. Seit 2017 lehrt sie an der University of Pennsylvania.
Besonders viel Aufmerksamkeit erhielten Meskells frühere Beiträge zur feministischen Archäologie und Ethik in der Archäologie. 2002 war sie Mitglied im National Endowment for the Humanities. Zur Unterstützung ihrer Arbeit in Südafrika erhielt sie 2004 ein Stipendium der Andrew W. Mellon Foundation und führte anschließend ethnographische Feldstudien im Kruger-Nationalpark und Mapungubwe-Nationalpark durch.
Neben ihrer aktuellen Lehrtätigkeit an der University of Pennsylvania war Meskell zudem noch Gastprofessorin an der University of Oxford, der University of Liverpool, der Shiv Nadar University in Neu-Delhi und der University of the Witwatersrand in Johannesburg. Zu ihren Forschungsinteressen gehören die Archäologien des Alten Ägyptens, des Mittleren Ostens und Südafrikas sowie Denkmalpflege und feministische und postkolonialistische Theorie. Darüber hinaus ist sie Gründerin und führende Herausgeberin des Journal of Social Archaeology.
Die neuesten Werke Meskells beschäftigen sich vor allem mit der UNESCO und ihren Weltkulturerben. Hierbei kritisiert sie unter anderem, dass Länder eher daran interessiert seien, Prestige zu generieren, indem sie ihre Kulturstätten auf die Liste der UNESCO bringen, als sich – wie ursprünglich bei der Gründung der Organisation angedacht – mit Fragen bezüglich der optimalen Erhaltung dieser zu beschäftigen. Neben der politischen Instrumentalisierung lasse sich zudem feststellen, dass die UNESCO zu zögerlich bei lokalen Konflikten rund um ihre Welterben interveniere und auch die Möglichkeiten zur Partizipation indigener Völker in der Organisation selbst mangelhaft seien.

## Auszeichnungen
2017 wurde Meskell Mitglied in der Australian Academy of the Humanities. Seit 2019 ist sie darüber hinaus A.D. White Professor-at-large an der Cornell University. Ihr Buch A Future in Ruins: UNESCO, World Heritage and the Dream of Peace gewann zudem 2019 den Society for American Archaeology Book Prize. 2025 wurde sie Mitglied der British Academy.

## Publikationen (Auswahl)
- (Hrsg.): Archaeology under Fire: Nationalism, Politics and Heritage in the Eastern Mediterranean and Middle East. Routledge, London 1998, ISBN 0-415-19655-8.
- Archaeologies of Social Life: Age, Sex, Class Etcetera in Ancient Egypt. Social Archaeology Series. Blackwell, Oxford 1999, ISBN 0-631-21299-X.
- Private Life in New Kingdom Egypt, Princeton University Press, Princeton 2002, ISBN 0-691-12058-7.
- mit Rosemary A. Joyce: Embodied Lives: Figuring Ancient Maya and Egyptian Experience. Routledge, London 2003, ISBN 0-415-25311-X.
- Object Worlds in Ancient Egypt: Material Biographies Past and Present. Berg, Oxford 2004, ISBN 1-85973-867-2.
- herausgegeben mit Peter Pels: Embedding Ethics. Berg, Oxford 2005, ISBN 1-84520-047-0.
- (Hrsg.): Archaeologies of Materiality. Blackwell, Oxford 2005, ISBN 1-4051-3616-2.
- The Nature of Heritage: The New South Africa. Blackwell, Oxford 2012, ISBN 978-0-470-67071-2.
- (Hrsg.): Global Heritage: A Reader. Blackwell, Oxford 2015, ISBN 978-1-118-76854-9.
- A Future in Ruins: UNESCO, World Heritage and the Dream of Peace. Oxford University Press, New York 2018, ISBN 978-0-19-064834-3.